# Hydromantes
Hydromantes es un género de anfibios caudados de la familia Plethodontidae. Incluye a tres especies de pequeñas salamandras distribuidas por el norte de California.

## Especies
Se reconocen las tres siguientes según ASW:
- Hydromantes brunus Gorman, 1954
- Hydromantes platycephalus (Camp, 1916)
- Hydromantes shastae Gorman & Camp, 1953